# Penny's Shadow
Penny's Shadow is een Nederlandse jeugdfilm van Steven de Jong uit 2011 met in de hoofdrollen onder meer Liza Sips, Levi van Kempen en Monic Hendrickx.

## Verhaal
De zestienjarige paardenliefhebster Lisa (Liza Sips) gaat op vakantie naar Ameland, waar ze de zeventienjarige Kai (Levi van Kempen) ontmoet. Kai heeft zijn moeder verloren bij een ongeluk met het paard Shadow, dat nu ernstig getraumatiseerd is. Lisa meent dat ze Shadow kan helpen. Ze gaat Shadow in het geheim trainen. Als Shadow haar moeder aanvalt denkt Erik dat het beter is om Shadow weg te doen. Lisa wil echter bewijzen dat Shadow niet gevaarlijk is en gaat op hem rijden in bijzijn van Kai, Erik en haar moeder. Lisa wil Shadow verder trainen en besluit om Shadow op te geven voor de reddingsbootdemonstratie. Als de grote dag is aangebroken wordt Shadow onrustig en slaat op hol. Kai wil Shadow laten afmaken als hij terug is. Als Lisa Shadow terugvindt krijgt Kai een ongeluk tijdens het surfen. Lisa redt hem. Kai beseft dat het ongeluk niet Shadows fout was. Aan het einde van de film zitten ze samen op Shadows rug en kussen elkaar.

## Rolverdeling
| Acteur            | Personage    | Opmerkingen             |
| ----------------- | ------------ | ----------------------- |
| Liza Sips         | Lisa         |                         |
| Valerie Pos       | Tess         | Lisa's zusje            |
| Levi van Kempen   | Kai          |                         |
| Tanja Jess        | Daphne       | Moeder van Tess en Lisa |
| Rick Engelkes     | Erik         | Vader van Kai           |
| Monic Hendrickx   | Kais moeder  |                         |
| Lieke van Lexmond | reisleidster |                         |
| Pim Wessels       | Anthony      |                         |
| Job Bovelander    | Yuksal       |                         |
| Leo de Jong       | Ralf         |                         |
| Ruben Arnhem      | Klaas        |                         |
| Gaby Blaaser      | Jorine       |                         |
| Roos Smit         | Jessica      |                         |